# Офіційні візити Президента Віктора Ющенка 2009
Список офіційних закордонних візитів та робочих поїздок в межах України, зроблених 3-м Президентом України Віктором Ющенком у 2009 році.

## 2009 рік
Список не включає поїздки, зроблені в межах міста Києва, де безпосередньо розташована резиденція Президента та його секретаріат, а також в аеропорт «Бориспіль», що знаходиться в Київській області.
Жовтим в списку окремо виділені закордонні візити.

### Червень
| Дата     | Країна чи область України | Місце   | Деталі |
| -------- | ------------------------- | ------- | --- |
| 1 червня | Ватикан                   | Ватикан | Президент України Віктор Ющенко зустрівся з Папою Римським Бенедиктом XVI, а також з держсекретарем Ватикану Тарчізіо Бертоне. Провів зустріч зі студентами та семінаристами Української Папської колегії. Віктор Ющенко у Ватикані також відвідав могилу Папи Римського Іоанна Павла II у гротах Собору Святого Петра. |

### Вересень
| Дата                    | Країна чи область України | Місце             | Деталі |
| ----------------------- | ------------------------- | ----------------- | --- |
| 15 вересня — 16 вересня | Туркменістан              | Ашгабат, Атамурат | Президент України Віктор Ющенко зустрівся з Президентом Туркменістану Гурбангули Бердимухамедовим. Віктор Ющенко візяв участь у церемонії покладання вінка до пам'ятника загиблим під час землетрусу 1948 року, поклав квіти до пам'ятника Тарасу Шевченку, до монумента Незалежності Туркменістану, відвідав музей колишнього Президента Туркменістану Сапармурата Ніязова. Візяв участь у церемонії закладення фундаменту автомобільного мосту та відкриття залізничного мосту Атамурат — Керкечі. |

### Жовтень
| Дата                  | Країна чи область України | Місце    | Деталі |
| --------------------- | ------------------------- | -------- | --- |
| 15 жовтня — 16 жовтня | Бельгія                   | Брюссель | Президент України вперше в історії відвідав Бельгію. Віктор Ющенко зустрівся з Королем бельгійців Альбертом II, Прем'єр-міністром Германом ван Ромпеєм, Головою Сенату Арманом де Деккером. |

### Листопад
| Дата                        | Країна чи область України | Місце    | Деталі                                                                        |
| --------------------------- | ------------------------- | -------- | ----------------------------------------------------------------------------- |
| 16 листопада — 17 листопада | ОАЕ                       | Абу-Дабі | Президент України провів зустріч з Президентом Об'єднаних Арабських Еміратів. |

### Грудень
| Дата      | Країна чи область України | Місце       | Деталі |
| --------- | ------------------------- | ----------- | --- |
| 23 грудня | Автономна Республіка Крим | Севастополь | Президент України Віктор Ющенко взяв участь у заходах з відкриття першої черги Севастопольського інституту банківської справи Української академії банківської справи НБУ.          |
| 28 грудня | Запорізька область        | Запоріжжя   | Президент відвідав Хортицький навчально-реабілітаційний багатопрофільний центр. Віктор Ющенко також зустрівся зі студентами та викладачами Запорізького національного університету. |